# استریت مونتاین (آلاباما)
استریت مونتاین (به انگلیسی: Straight Mountain) یک منطقهٔ مسکونی در ایالات متحده آمریکا است که در شهرستان بلونت، آلاباما واقع شده‌است. استریت مونتاین ۳۴۸ متر بالاتر از سطح دریا قرار دارد.